# Argun (Sunscha)
Der Argun (russisch Аргу́н, georgisch არღუნი/Arghuni, tschetschenisch Орг/Org) ist ein 148 km langer rechter Nebenfluss der Sunscha in Georgien und der nordkaukasischen Republik  Tschetschenien in Russland.

## Verlauf
Der Fluss entspringt in einer Höhe von etwa 2800 m an der Nordflanke des dort mit unter 3200 m relativ niedrigen Hauptkammes des Großen Kaukasus, der auf diesem Abschnitt Pschawi-Chewsuretischer Kamm genannt wird. Die Quelle liegt in der georgischen Region Mzcheta-Mtianeti etwa 90 km Luftlinie nördlich der Hauptstadt Tiflis. Dieser Teil des Gebietes stellt den nördlichen Teil der historischen Region Chewsuretien dar, benannt nach den dort beiderseits des Kaukasus-Kammes siedelnden Chewsuren, einer ethnischen Gruppe der Georgier.
Der Argun fließt zunächst in nördlicher Richtung und erreicht nach etwa 20 km Russland. In einer zumeist engen Schlucht durchfließt er den gebirgigen, insgesamt dünn besiedelten Teil Tschetscheniens, zwischenzeitlich in östlicher Richtung, dann wieder fast nordwärts. Unterhalb einer „Argun-Tor“ genannten Talverengung beim Dorf Duba-Jurt erreicht er die dicht besiedelte Ebene und mündet schließlich bei Iljinskaja, knapp 10 km nordöstlich der nach dem Fluss benannten Stadt Argun in den Terek-Nebenfluss Sunscha. Neben Argun sind auch die tschetschenische Hauptstadt Grosny sowie die Stadt Schali nur etwa zehn Kilometer von Fluss entfernt.
Das Einzugsgebiet des Argun umfasst 3390 km². Bedeutendster Nebenfluss ist der Scharoargun, der unmittelbar oberhalb des „Argun-Tores“ von rechts einmündet.

## Nutzung und Infrastruktur
Der Argun ist nicht schiffbar. Im Flachlandabschnitt wird sein Wasser zur Bewässerung landwirtschaftlicher Nutzflächen verwendet und zu diesem Zweck über Kanäle wie den Argun-Kanal und den Atagi-Goity-Kanal abgeleitet.
Im Raum Grosny-Argun wird der Fluss an zwei Stellen von der Fernstraße M29 von Rostow am Don zur aserbaidschanischen Grenze überquert: vom direkt durch die tschetschenische Hauptstadt führenden Zweig sowie der südlichen Umgehungsroute. Bei der Stadt Argun kreuzt auch die Eisenbahnstrecke Beslan – Grosny – Gudermes den Fluss. Argunaufwärts von Grosny führt die Regionalstraße R305, die in die am Fluss gelegenen südwestlichen Rajonverwaltungszentren Schatoi (früher Sowetskoje) und Itum-Kale führt. Das zu Georgien gehörende Gebiet am Oberlauf des Flusses ist über eine Straße erreichbar, die aus Richtung Tiflis kommend über den von Mai bis November befahrbaren 2676 m hohen Datwis-Dschwarisgele-Pass bis ins Dorf Schatili kurz vor der russischen Grenze führt.